# 華盛頓港 (紐約州)
華盛頓港（英語：Port Washington）是位於美國紐約州拿騷縣的普查規定居民點。

## 人口
根據2020年美國人口普查的數據，華盛頓港的面積為14.64平方千米，當中陸地面積為10.88平方千米，而水域面積為3.76平方千米。當地共有人口16753人，而人口密度為每平方千米1,144.33人。